# 雷殛
雷殛是一种意外死亡的方式，也称雷击死，指自然形成的闪电所引致的强电流等因素使人死亡。

## 原理

### 雷击形成
雷电起因一般被认为是云层内的各种微粒因为碰撞摩擦而积累电荷，当电荷的量达到一定的水平，等效于云层间或者云层与大地之间的电压达到或超过某个特定的值时，会因为局部电场强度达到或超过当时条件下空气的电击穿强度让空气成为导体，从而引起放电。空气中經過放電作用形成的电流急速地將空氣加熱、膨脹，成为等离子体，从而产生强光和冲击波，也即是俗称的闪电和雷声。
云层和地面形成放电通路的条件，包括云层与地表之间的大气成分、温度、湿度、气压等等。此外，地表与云层的距离，以及地表的拓扑形貌也有关联。突出的、易导电（电阻较小）的地表物体会使它和云层之间的距离缩短，更容易引发放电现象，即俗称的引雷，避雷针也是以此为原理制造。此外，风筝、电缆、树木、木制建筑以及平地上直立的人体也会引发类似的效果。人在不注意的情况下依附在容易引雷的地表物体上或者因地形而使自身成为突出的对象（如草地、海滩）时，便有较大可能遭致雷击。

### 致死原理
雷击本质为强电流，也包括了受热膨胀的空气的高温和冲击波。其中电流对人体的损害最直接也最大。强电流通过人体会引起高温、神经麻痹、暂时性休克乃至直接死亡。近半数雷击受者会立即死亡。直接致死原因是电流通过心脏或脑干，导致心脏停搏或神经中枢麻痹；或者是休克、严重烧伤引发后继性休克、内脏器官损坏衰竭而死。也有少数人是受到过度刺激，过度惊恐引致神经源性休克而死。:100

## 特征

### 外部特征
由于衣物、饰品和人体的材质不同，受雷击者携带外物的受损状态与人体本身会不相符。如衣物焦化、破损、撕碎，铁、镍制金属饰品被磁化，铅、锡等低熔点金属熔化等等。雷电存在时间短，作用面积较大。与一般人造电流致死不同，引致的烧伤程度较不严重，一般在二度以下，但如果受雷击者体表有接触金属制品，则可能形成局部高温烧伤。一般雷击部位是头部，会在皮肤上形成红色或蔷薇色、枝状或燕尾状的斑纹，称为雷击纹。雷击纹多见于脖颈，少数见于腹部和大腿处，一般在死后24小时后消失，但存活者的雷击纹可能会数日不散。雷击纹是判断雷击致死的重要征象。:101

### 内部特征
雷电击中头部会形成头皮下出血，颅骨骨折，硬膜下和蛛网膜下腔出血，脑延髓弥漫性点状出血等现象。雷击死者心脏内部血液不凝固，心壁破损，心肌挫伤，心肌纤维断裂。在气流冲击和气压变化下，耳鼓膜常会张力性破裂。此外也可能会出现体内其他内脏器官充血、出血，浆膜、黏膜下点状出血的现象。:101

## 数量
地球上每秒钟产生的闪电约有100次，其中最高的电压可达10亿伏特。全球每年因雷击死亡的人数量超过3000。美国平均每年约有100人死于雷击。1950年至1969年，美国本土有2054人死于雷击；1970年至1983年，美国本土有1154人死于雷击。二十世纪八十年代，中国有超过三千人因雷擊死亡。:176

## 文化影响
中国文化中，雷击死亡常常与佛教中因果报应或道教中上天惩恶扬善联系在一起，是民间文化中的“现世报”的一种。遭雷击死亡的人有时会被认为是此前或上一世造业的报应，或者是暗中作恶遭到“上天惩罚”（遭天谴），影响他人对死者的评价。例如《史记》的《殷本纪》称「武乙无道，暴雷震死」。王充《论衡》的《雷虚》篇称「盛夏之時，雷電迅疾，擊折樹木，壞敗室屋，時犯殺人……其「犯殺人」也，謂之陰過。飲食人以不潔淨，天怒，擊而殺之。隆隆之聲，天怒之音，若人之呴吁矣」。“遭雷劈”、“天打雷劈”也是诅咒他人或打赌立誓时常会出现的用语。民间信仰文化中，掌管雷电的神仙：雷公和电母也被认为是代天行道、惩罚罪恶的神灵。
明清笔记小说、志异故事中时有恶人或暗中作恶之人突遭雷击而死的情节，作为宣扬果报或神明显灵的例子。有时甚至以晴空霹雳等罕见现象为例，强调并非巧合，增加说服力。如清代的《聊斋志异》中《纫针》的故事里，某村偷盗居民夏氏钱财的人无法察知，后来一人在村外路途中被雷劈死，身上有“偷夏氏金贼”五个字，官方搜查其家屋，发现证据。以此为主题的现代小说有倪匡的《天打雷劈》。